# 柳布恰 (斯塔維謝區)
49°30′32″N 30°8′5″E / 49.50889°N 30.13472°E

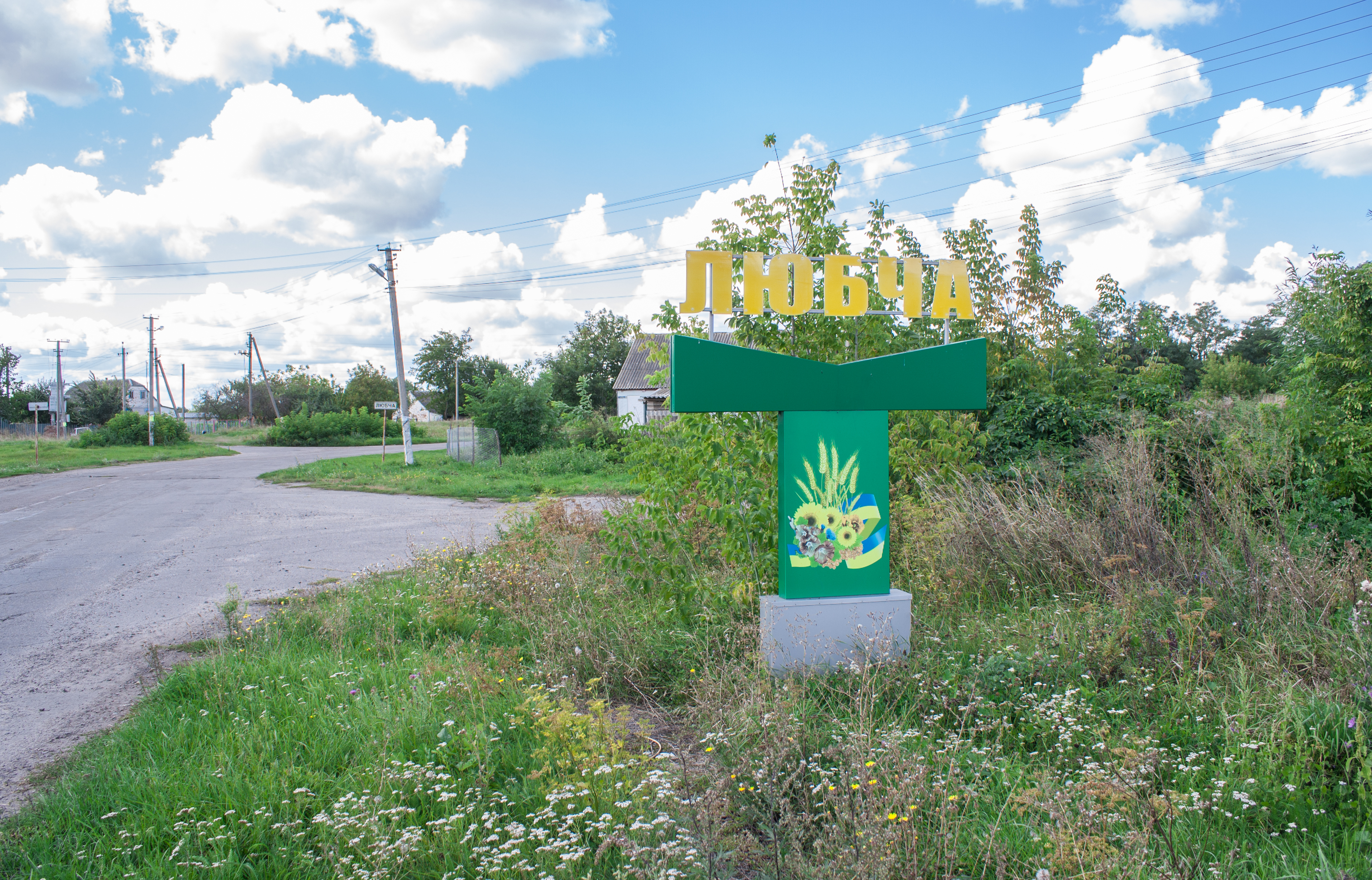
柳布恰附近

柳布恰（烏克蘭語：Любча）是位於烏克蘭北部的村莊，由基辅州白采爾克瓦區的斯塔維謝市鎮負責管轄。該村始建於1640年，面積2.28平方公里，海拔高度187米，2001年人口419，人口密度每平方公里183.5人。